# Coronakirche
Das Patrozinium der heiligen Corona tragen folgende Kapellen und Kirchen:

## Deutschland
- ehemalige Wallfahrtskirche St. Corona, Altenkirchen, Niederbayern
- Kapelle St. Corona, Arget, Oberbayern
- Wallfahrtskirche Handlab, Handlab, Niederbayern
- Groafrauerl in Mamming, Niederbayern (ehemals, heute Marienkapelle)
- Filialkirche St. Korona (ehem. Wallfahrtskirche), Koppenwall, Niederbayern
- Wallfahrtskirche St. Korona, Passau, Niederbayern
- Wallfahrtskirche St. Corona, Staudach, Niederbayern
- Filialkirche St. Viktor und Corona, Unterzarnham, Oberbayern

## Österreich
- Filialkirche Leiben, Leiben, Niederösterreich
- Pfarrkirche St. Corona am Schöpfl, St. Corona am Schöpfl, Niederösterreich
- Pfarr- und Wallfahrtskirche St. Corona am Wechsel, St. Corona am Wechsel, Niederösterreich